# Europamästerskapet i fotboll för damer 2017
Europamästerskapet i fotboll för damer 2017 (officiellt UEFA Women's Euro 2017) spelades i Nederländerna den 16 juli–6 augusti. Detta år utökades turneringen till 16 lag mot tidigare 12.
Frankrike, Israel, Nederländerna, Polen, Schweiz, Skottland och Österrike hade alla visat sitt intresse för att få arrangera. Beslutet om arrangörsland togs i december 2014.
Turneringen vanns av Nederländerna som därmed tog sin första EM-titel någonsin på damsidan.

## Kval
Kvalificerade nationer
- Belgien
- Danmark
- England
- Frankrike
- Island
- Italien
- Nederländerna (värdland)
- Norge
- Portugal
- Ryssland
- Schweiz
- Skottland
- Spanien
- Sverige
- Tyskland
- Österrike

## Lottningen
| Pot 1         | Pot 1  | Pot 1 |
| Land          | Koff   | Rank  |
| ------------- | ------ | ----- |
| Nederländerna | 34.642 | 9     |
| Tyskland      | 42.957 | 1     |
| Frankrike     | 42.355 | 2     |
| England       | 39.880 | 3     |

| Pot 2   | Pot 2  | Pot 2 |
| Land    | Koff   | Rank  |
| ------- | ------ | ----- |
| Norge   | 39.161 | 4     |
| Sverige | 38.036 | 5     |
| Spanien | 37.655 | 6     |
| Schweiz | 36.629 | 7     |

| Pot 3     | Pot 3  | Pot 3 |
| Land      | Koff   | Rank  |
| --------- | ------ | ----- |
| Italien   | 34.775 | 8     |
| Island    | 34.141 | 10    |
| Skottland | 33.632 | 11    |
| Danmark   | 32.915 | 12    |

| Pot 4     | Pot 4  | Pot 4 |
| Land      | Koff   | Rank  |
| --------- | ------ | ----- |
| Österrike | 31.882 | 13    |
| Belgien   | 31.213 | 14    |
| Ryssland  | 30.367 | 15    |
| Portugal  | 22.900 | 23    |

## Arenor
| Breda                      | Enschede                                                       | Enschede                                                       | Utrecht             |
| -------------------------- | -------------------------------------------------------------- | -------------------------------------------------------------- | ------------------- |
| Rat Verlegh Stadion        | De Grolsch Veste                                               | De Grolsch Veste                                               | Stadion Galgenwaard |
| Kapacitet: 19 000          | Kapacitet: 30 000                                              | Kapacitet: 30 000                                              | Kapacitet: 23 750   |
| Rat Verlegh Stadion        | De Grolsch Veste                                               | De Grolsch Veste                                               | Stadion Galgenwaard |
| Rotterdam                  | · Breda Enschede Utrecht Rotterdam Deventer Tilburg Doetinchem | · Breda Enschede Utrecht Rotterdam Deventer Tilburg Doetinchem | Deventer            |
| Sparta Stadion Het Kasteel | · Breda Enschede Utrecht Rotterdam Deventer Tilburg Doetinchem | · Breda Enschede Utrecht Rotterdam Deventer Tilburg Doetinchem | De Adelaarshorst    |
| Kapacitet: 10 600          | · Breda Enschede Utrecht Rotterdam Deventer Tilburg Doetinchem | · Breda Enschede Utrecht Rotterdam Deventer Tilburg Doetinchem | Kapacitet: 10 500   |
| Sparta Stadion Het Kasteel | · Breda Enschede Utrecht Rotterdam Deventer Tilburg Doetinchem | · Breda Enschede Utrecht Rotterdam Deventer Tilburg Doetinchem |                     |
| Tilburg                    | · Breda Enschede Utrecht Rotterdam Deventer Tilburg Doetinchem | · Breda Enschede Utrecht Rotterdam Deventer Tilburg Doetinchem | Doetinchem          |
| Koning Willem II Stadion   | · Breda Enschede Utrecht Rotterdam Deventer Tilburg Doetinchem | · Breda Enschede Utrecht Rotterdam Deventer Tilburg Doetinchem | De Vijverberg       |
| Kapacitet: 14 500          | · Breda Enschede Utrecht Rotterdam Deventer Tilburg Doetinchem | · Breda Enschede Utrecht Rotterdam Deventer Tilburg Doetinchem | Kapacitet: 12 500   |
| Koning Willem II Stadion   | · Breda Enschede Utrecht Rotterdam Deventer Tilburg Doetinchem | · Breda Enschede Utrecht Rotterdam Deventer Tilburg Doetinchem | De Vijverberg       |

## Domare
Sammanlagt 11 huvuddomare, 21 assisterande domare och 2 fjärdedomare utsågs för turneringen.
| Huvuddomare - Anastasia Pustovoitova (Ryssland) - Bibiana Steinhaus (Tyskland) - Carina Vitulano (Italien) - Esther Staubli (Schweiz) - Jana Adamkova (Tjeckien) - Katalin Kulcsár (Ungern) - Kateryna Monzul (Ukraina) - Monika Mularczyk (Polen) - Pernilla Larsson (Sverige) - Riem Hussein (Tyskland) - Stéphanie Frappart (Frankrike) | Assisterande domare - Angela Kyriakou (Cypern) - Anna Dabrowska (Polen) - Belinda Brem (Schweiz) - Christina Biehl (Tyskland) - Chrysoula Kourompylia (Grekland) - Jekaterina Kurotjkina (Ryssland) - Judit Kulcsár (Ungern) - Katrin Rafalski (Tyskland) - Lucia Abruzzese (Italien) - Lucie Ratajova (Tjeckien) - Manuela Nicolosi (Frankrike) - Maria Sukenikova (Slovakien) | Assisterande domare - Maryna Striletska (Ukraina) - Michelle O’Neill (Irland) - Mihaela Tepusa (Rumänien) - Nicolet Bakker (Nederländerna) - Oleksandra Ardesjeva (Ukraina) - Petruta Iugulescu (Rumänien) - Sanja Rođak Karšić (Kroatien) - Sian Massey (England) - Svetlana Bilić (Serbien) Fjärdedomare - Lina Lehtovaara (Finland) - Lorraine Clark (Skottland) |

## Gruppspel

### Grupp A
| Nr | Lag           | S | V | O | F | GM | IM | MS | P |
| -- | ------------- | - | - | - | - | -- | -- | -- | - |
| 1  | Nederländerna | 3 | 3 | 0 | 0 | 4  | 1  | +3 | 9 |
| 2  | Danmark       | 3 | 2 | 0 | 1 | 2  | 1  | +1 | 6 |
| 3  | Belgien       | 3 | 1 | 0 | 2 | 3  | 3  | 0  | 3 |
| 4  | Norge         | 3 | 0 | 0 | 3 | 0  | 4  | −4 | 0 |

| 1           | 16 juli 2017 | Nederländerna             | 1 – 0           | Norge | Stadion Galgenwaard                                           |                                                               |
| 18:00 UTC+2 | 18:00 UTC+2  | Shanice van de Sanden 66′ | (0 – 0) Rapport |       | Utrecht Publik: 21 732 Domare: Stéphanie Frappart (Frankrike) | Utrecht Publik: 21 732 Domare: Stéphanie Frappart (Frankrike) |
| 18:00 UTC+2 | 18:00 UTC+2  |                           |                 |       | Utrecht Publik: 21 732 Domare: Stéphanie Frappart (Frankrike) | Utrecht Publik: 21 732 Domare: Stéphanie Frappart (Frankrike) |
| 18:00 UTC+2 | 18:00 UTC+2  |                           |                 |       | Utrecht Publik: 21 732 Domare: Stéphanie Frappart (Frankrike) | Utrecht Publik: 21 732 Domare: Stéphanie Frappart (Frankrike) |

| 2           | 16 juli 2017 | Danmark              | 1 – 0           | Belgien | De Vijverberg                                              |                                                            |
| 20:45 UTC+2 | 20:45 UTC+2  | Sanne Troelsgaard 6′ | (1 – 0) Rapport |         | Doetinchem Publik: 5 000 Domare: Kateryna Monzul (Ukraina) | Doetinchem Publik: 5 000 Domare: Kateryna Monzul (Ukraina) |
| 20:45 UTC+2 | 20:45 UTC+2  |                      |                 |         | Doetinchem Publik: 5 000 Domare: Kateryna Monzul (Ukraina) | Doetinchem Publik: 5 000 Domare: Kateryna Monzul (Ukraina) |
| 20:45 UTC+2 | 20:45 UTC+2  |                      |                 |         | Doetinchem Publik: 5 000 Domare: Kateryna Monzul (Ukraina) | Doetinchem Publik: 5 000 Domare: Kateryna Monzul (Ukraina) |

| 9           | 20 juli 2017 | Norge | 0 – 2           | Belgien                             | Rat Verlegh Stadion                                  |                                                      |
| 18:00 UTC+2 | 18:00 UTC+2  |       | (0 – 0) Rapport | 59′ Elke Van Gorp 67′ Janice Cayman | Breda Publik: 8 477 Domare: Monika Mularczyk (Polen) | Breda Publik: 8 477 Domare: Monika Mularczyk (Polen) |
| 18:00 UTC+2 | 18:00 UTC+2  |       |                 |                                     | Breda Publik: 8 477 Domare: Monika Mularczyk (Polen) | Breda Publik: 8 477 Domare: Monika Mularczyk (Polen) |
| 18:00 UTC+2 | 18:00 UTC+2  |       |                 |                                     | Breda Publik: 8 477 Domare: Monika Mularczyk (Polen) | Breda Publik: 8 477 Domare: Monika Mularczyk (Polen) |

| 10          | 20 juli 2017 | Nederländerna             | 1 – 0           | Danmark | Sparta Stadion Het Kasteel                               |                                                          |
| 20:45 UTC+2 | 20:45 UTC+2  | Sherida Spitse 20′ (str.) | (1 – 0) Rapport |         | Rotterdam Publik: 10 599 Domare: Riem Hussein (Tyskland) | Rotterdam Publik: 10 599 Domare: Riem Hussein (Tyskland) |
| 20:45 UTC+2 | 20:45 UTC+2  |                           |                 |         | Rotterdam Publik: 10 599 Domare: Riem Hussein (Tyskland) | Rotterdam Publik: 10 599 Domare: Riem Hussein (Tyskland) |
| 20:45 UTC+2 | 20:45 UTC+2  |                           |                 |         | Rotterdam Publik: 10 599 Domare: Riem Hussein (Tyskland) | Rotterdam Publik: 10 599 Domare: Riem Hussein (Tyskland) |

| 17          | 24 juli 2017 | Belgien            | 1 – 2           | Nederländerna                               | Koning Willem II Stadion                                    |                                                             |
| 20:45 UTC+2 | 20:45 UTC+2  | Tessa Wullaert 59′ | (0 – 1) Rapport | 27′ (str.) Sherida Spitse 74′ Lieke Martens | Tilburg Publik: 12 697 Domare: Bibiana Steinhaus (Tyskland) | Tilburg Publik: 12 697 Domare: Bibiana Steinhaus (Tyskland) |
| 20:45 UTC+2 | 20:45 UTC+2  |                    |                 |                                             | Tilburg Publik: 12 697 Domare: Bibiana Steinhaus (Tyskland) | Tilburg Publik: 12 697 Domare: Bibiana Steinhaus (Tyskland) |
| 20:45 UTC+2 | 20:45 UTC+2  |                    |                 |                                             | Tilburg Publik: 12 697 Domare: Bibiana Steinhaus (Tyskland) | Tilburg Publik: 12 697 Domare: Bibiana Steinhaus (Tyskland) |

| 18          | 24 juli 2017 | Norge | 0 – 1           | Danmark         | De Adelaarshorst                                              |                                                               |
| 20:45 UTC+2 | 20:45 UTC+2  |       | (0 – 1) Rapport | 5′ Katrine Veje | Deventer Publik: 5 885 Domare: Stéphanie Frappart (Frankrike) | Deventer Publik: 5 885 Domare: Stéphanie Frappart (Frankrike) |
| 20:45 UTC+2 | 20:45 UTC+2  |       |                 |                 | Deventer Publik: 5 885 Domare: Stéphanie Frappart (Frankrike) | Deventer Publik: 5 885 Domare: Stéphanie Frappart (Frankrike) |
| 20:45 UTC+2 | 20:45 UTC+2  |       |                 |                 | Deventer Publik: 5 885 Domare: Stéphanie Frappart (Frankrike) | Deventer Publik: 5 885 Domare: Stéphanie Frappart (Frankrike) |

### Grupp B
| Nr | Lag      | S | V | O | F | GM | IM | MS | P |
| -- | -------- | - | - | - | - | -- | -- | -- | - |
| 1  | Tyskland | 3 | 2 | 1 | 0 | 4  | 1  | +3 | 7 |
| 2  | Sverige  | 3 | 1 | 1 | 1 | 4  | 3  | +1 | 4 |
| 3  | Ryssland | 3 | 1 | 0 | 2 | 2  | 5  | −3 | 3 |
| 4  | Italien  | 3 | 1 | 0 | 2 | 5  | 6  | −1 | 3 |

| 3           | 17 juli 2017 | Italien          | 1 – 2           | Ryssland                               | Sparta Stadion Het Kasteel                             |                                                        |
| 18:00 UTC+2 | 18:00 UTC+2  | Ilaria Mauro 88′ | (0 – 2) Rapport | 9′ Jelena Danilova 26′ Jelena Morozova | Rotterdam Publik: 669 Domare: Jana Adámková (Tjeckien) | Rotterdam Publik: 669 Domare: Jana Adámková (Tjeckien) |
| 18:00 UTC+2 | 18:00 UTC+2  |                  |                 |                                        | Rotterdam Publik: 669 Domare: Jana Adámková (Tjeckien) | Rotterdam Publik: 669 Domare: Jana Adámková (Tjeckien) |
| 18:00 UTC+2 | 18:00 UTC+2  |                  |                 |                                        | Rotterdam Publik: 669 Domare: Jana Adámková (Tjeckien) | Rotterdam Publik: 669 Domare: Jana Adámková (Tjeckien) |

| 2           | 17 juli 2017 | Tyskland | 0 – 0   | Sverige | Rat Verlegh Stadion                                  |                                                      |
| 20:45 UTC+2 | 20:45 UTC+2  |          | Rapport |         | Breda Publik: 9 276 Domare: Katalin Kulcsár (Ungern) | Breda Publik: 9 276 Domare: Katalin Kulcsár (Ungern) |
| 20:45 UTC+2 | 20:45 UTC+2  |          |         |         | Breda Publik: 9 276 Domare: Katalin Kulcsár (Ungern) | Breda Publik: 9 276 Domare: Katalin Kulcsár (Ungern) |
| 20:45 UTC+2 | 20:45 UTC+2  |          |         |         | Breda Publik: 9 276 Domare: Katalin Kulcsár (Ungern) | Breda Publik: 9 276 Domare: Katalin Kulcsár (Ungern) |

| 11          | 21 juli 2017 | Sverige                                  | 2 – 0           | Ryssland | De Adelaarshorst                                              |                                                               |
| 18:00 UTC+2 | 18:00 UTC+2  | Lotta Schelin 22′ Stina Blackstenius 51′ | (1 – 0) Rapport |          | Deventer Publik: 5 764 Domare: Stéphanie Frappart (Frankrike) | Deventer Publik: 5 764 Domare: Stéphanie Frappart (Frankrike) |
| 18:00 UTC+2 | 18:00 UTC+2  |                                          |                 |          | Deventer Publik: 5 764 Domare: Stéphanie Frappart (Frankrike) | Deventer Publik: 5 764 Domare: Stéphanie Frappart (Frankrike) |
| 18:00 UTC+2 | 18:00 UTC+2  |                                          |                 |          | Deventer Publik: 5 764 Domare: Stéphanie Frappart (Frankrike) | Deventer Publik: 5 764 Domare: Stéphanie Frappart (Frankrike) |

| 12          | 21 juli 2017 | Tyskland                                      | 2 – 1           | Italien          | Koning Willem II Stadion                                |                                                         |
| 20:45 UTC+2 | 20:45 UTC+2  | Josephine Henning 19′ Babett Peter 67′ (str.) | (1 – 1) Rapport | 29′ Ilaria Mauro | Tilburg Publik: 7 108 Domare: Kateryna Monzul (Ukraina) | Tilburg Publik: 7 108 Domare: Kateryna Monzul (Ukraina) |
| 20:45 UTC+2 | 20:45 UTC+2  |                                               |                 |                  | Tilburg Publik: 7 108 Domare: Kateryna Monzul (Ukraina) | Tilburg Publik: 7 108 Domare: Kateryna Monzul (Ukraina) |
| 20:45 UTC+2 | 20:45 UTC+2  |                                               |                 |                  | Tilburg Publik: 7 108 Domare: Kateryna Monzul (Ukraina) | Tilburg Publik: 7 108 Domare: Kateryna Monzul (Ukraina) |

| 19          | 25 juli 2017 | Ryssland | 0 – 2           | Tyskland                                              | Stadion Galgenwaard                                    |                                                        |
| 20:45 UTC+2 | 20:45 UTC+2  |          | (0 – 1) Rapport | 10′ (str.) Babett Peter 56′ (str.) Dzsenifer Marozsán | Utrecht Publik: 6 458 Domare: Monika Mularczyk (Polen) | Utrecht Publik: 6 458 Domare: Monika Mularczyk (Polen) |
| 20:45 UTC+2 | 20:45 UTC+2  |          |                 |                                                       | Utrecht Publik: 6 458 Domare: Monika Mularczyk (Polen) | Utrecht Publik: 6 458 Domare: Monika Mularczyk (Polen) |
| 20:45 UTC+2 | 20:45 UTC+2  |          |                 |                                                       | Utrecht Publik: 6 458 Domare: Monika Mularczyk (Polen) | Utrecht Publik: 6 458 Domare: Monika Mularczyk (Polen) |

| 20          | 25 juli 2017 | Sverige                                         | 2 – 3           | Italien                                        | De Vijverberg                                             |                                                           |
| 20:45 UTC+2 | 20:45 UTC+2  | Lotta Schelin 14′ (str.) Stina Blackstenius 47′ | (1 – 2) Rapport | 4′, 37′ Daniela Sabatino 85′ Cristiana Girelli | Doetinchem Publik: 5 203 Domare: Esther Staubli (Schweiz) | Doetinchem Publik: 5 203 Domare: Esther Staubli (Schweiz) |
| 20:45 UTC+2 | 20:45 UTC+2  |                                                 |                 |                                                | Doetinchem Publik: 5 203 Domare: Esther Staubli (Schweiz) | Doetinchem Publik: 5 203 Domare: Esther Staubli (Schweiz) |
| 20:45 UTC+2 | 20:45 UTC+2  |                                                 |                 |                                                | Doetinchem Publik: 5 203 Domare: Esther Staubli (Schweiz) | Doetinchem Publik: 5 203 Domare: Esther Staubli (Schweiz) |

### Grupp C
| Nr | Lag       | S | V | O | F | GM | IM | MS | P |
| -- | --------- | - | - | - | - | -- | -- | -- | - |
| 1  | Österrike | 3 | 2 | 1 | 0 | 5  | 1  | +4 | 7 |
| 2  | Frankrike | 3 | 1 | 2 | 0 | 3  | 2  | +1 | 5 |
| 3  | Schweiz   | 3 | 1 | 1 | 1 | 3  | 3  | 0  | 4 |
| 4  | Island    | 3 | 0 | 0 | 3 | 1  | 6  | −5 | 0 |

| 5           | 18 juli 2017 | Österrike       | 1 – 0           | Schweiz | De Adelaarshorst                                            |                                                             |
| 18:00 UTC+2 | 18:00 UTC+2  | Nina Burger 15′ | (1 – 0) Rapport |         | Deventer Publik: 4 781 Domare: Bibiana Steinhaus (Tyskland) | Deventer Publik: 4 781 Domare: Bibiana Steinhaus (Tyskland) |
| 18:00 UTC+2 | 18:00 UTC+2  |                 |                 |         | Deventer Publik: 4 781 Domare: Bibiana Steinhaus (Tyskland) | Deventer Publik: 4 781 Domare: Bibiana Steinhaus (Tyskland) |
| 18:00 UTC+2 | 18:00 UTC+2  |                 |                 |         | Deventer Publik: 4 781 Domare: Bibiana Steinhaus (Tyskland) | Deventer Publik: 4 781 Domare: Bibiana Steinhaus (Tyskland) |

| 6           | 18 juli 2017 | Frankrike                    | 1 – 0           | Island | Koning Willem II Stadion                                |                                                         |
| 20:45 UTC+2 | 20:45 UTC+2  | Eugénie Le Sommer 86′ (str.) | (0 – 0) Rapport |        | Tilburg Publik: 4 894 Domare: Carina Vitulano (Italien) | Tilburg Publik: 4 894 Domare: Carina Vitulano (Italien) |
| 20:45 UTC+2 | 20:45 UTC+2  |                              |                 |        | Tilburg Publik: 4 894 Domare: Carina Vitulano (Italien) | Tilburg Publik: 4 894 Domare: Carina Vitulano (Italien) |
| 20:45 UTC+2 | 20:45 UTC+2  |                              |                 |        | Tilburg Publik: 4 894 Domare: Carina Vitulano (Italien) | Tilburg Publik: 4 894 Domare: Carina Vitulano (Italien) |

| 13          | 22 juli 2017 | Island                     | 1 – 2           | Schweiz                                 | De Vijverberg                                                      |                                                                    |
| 18:00 UTC+2 | 18:00 UTC+2  | Fanndís Friðriksdóttir 33′ | (1 – 1) Rapport | 43′ Lara Dickenmann 52′ Ramona Bachmann | Doetinchem Publik: 5 647 Domare: Anastasia Pustovoitova (Ryssland) | Doetinchem Publik: 5 647 Domare: Anastasia Pustovoitova (Ryssland) |
| 18:00 UTC+2 | 18:00 UTC+2  |                            |                 |                                         | Doetinchem Publik: 5 647 Domare: Anastasia Pustovoitova (Ryssland) | Doetinchem Publik: 5 647 Domare: Anastasia Pustovoitova (Ryssland) |
| 18:00 UTC+2 | 18:00 UTC+2  |                            |                 |                                         | Doetinchem Publik: 5 647 Domare: Anastasia Pustovoitova (Ryssland) | Doetinchem Publik: 5 647 Domare: Anastasia Pustovoitova (Ryssland) |

| 14          | 22 juli 2017 | Frankrike          | 1 – 1           | Österrike      | Stadion Galgenwaard                                    |                                                        |
| 20:45 UTC+2 | 20:45 UTC+2  | Amandine Henry 51′ | (0 – 1) Rapport | 27′ Lisa Makas | Utrecht Publik: 4 387 Domare: Jana Adámková (Tjeckien) | Utrecht Publik: 4 387 Domare: Jana Adámková (Tjeckien) |
| 20:45 UTC+2 | 20:45 UTC+2  |                    |                 |                | Utrecht Publik: 4 387 Domare: Jana Adámková (Tjeckien) | Utrecht Publik: 4 387 Domare: Jana Adámková (Tjeckien) |
| 20:45 UTC+2 | 20:45 UTC+2  |                    |                 |                | Utrecht Publik: 4 387 Domare: Jana Adámková (Tjeckien) | Utrecht Publik: 4 387 Domare: Jana Adámková (Tjeckien) |

| 22          | 26 juli 2017 | Schweiz                    | 1 – 1           | Frankrike         | Rat Verlegh Stadion                                  |                                                      |
| 20:45 UTC+2 | 20:45 UTC+2  | Ana-Maria Crnogorčević 19′ | (1 – 0) Rapport | 76′ Camille Abily | Breda Publik: 3 347 Domare: Katalin Kulcsár (Ungern) | Breda Publik: 3 347 Domare: Katalin Kulcsár (Ungern) |
| 20:45 UTC+2 | 20:45 UTC+2  |                            |                 |                   | Breda Publik: 3 347 Domare: Katalin Kulcsár (Ungern) | Breda Publik: 3 347 Domare: Katalin Kulcsár (Ungern) |
| 20:45 UTC+2 | 20:45 UTC+2  |                            |                 |                   | Breda Publik: 3 347 Domare: Katalin Kulcsár (Ungern) | Breda Publik: 3 347 Domare: Katalin Kulcsár (Ungern) |

| 21          | 26 juli 2017 | Island | 0 – 3           | Österrike                                                | Sparta Stadion Het Kasteel                              |                                                         |
| 20:45 UTC+2 | 20:45 UTC+2  |        | (0 – 2) Rapport | 36′ Sarah Zadrazil 44′ Nina Burger 89′ Stefanie Enzinger | Rotterdam Publik: 4 893 Domare: Riem Hussein (Tyskland) | Rotterdam Publik: 4 893 Domare: Riem Hussein (Tyskland) |
| 20:45 UTC+2 | 20:45 UTC+2  |        |                 |                                                          | Rotterdam Publik: 4 893 Domare: Riem Hussein (Tyskland) | Rotterdam Publik: 4 893 Domare: Riem Hussein (Tyskland) |
| 20:45 UTC+2 | 20:45 UTC+2  |        |                 |                                                          | Rotterdam Publik: 4 893 Domare: Riem Hussein (Tyskland) | Rotterdam Publik: 4 893 Domare: Riem Hussein (Tyskland) |

### Grupp D
| Nr | Lag       | S | V | O | F | GM | IM | MS | P |
| -- | --------- | - | - | - | - | -- | -- | -- | - |
| 1  | England   | 3 | 3 | 0 | 0 | 10 | 1  | +9 | 9 |
| 2  | Spanien   | 3 | 1 | 0 | 2 | 2  | 3  | −1 | 3 |
| 3  | Skottland | 3 | 1 | 0 | 2 | 2  | 8  | −6 | 3 |
| 4  | Portugal  | 3 | 1 | 0 | 2 | 3  | 5  | −2 | 3 |

Inbördes möten: 1) Spanien 3p, +1 MS. 2) Skottland 3p, 0 MS. 3) Portugal 3p, -1 MS
| 7           | 19 juli 2017 | Spanien                                 | 2 – 0           | Portugal | De Vijverberg                                               |                                                             |
| 18:00 UTC+2 | 18:00 UTC+2  | Victoria Losada 23′ Amanda Sampedro 42′ | (2 – 0) Rapport |          | Doetinchem Publik: 3 188 Domare: Pernilla Larsson (Sverige) | Doetinchem Publik: 3 188 Domare: Pernilla Larsson (Sverige) |
| 18:00 UTC+2 | 18:00 UTC+2  |                                         |                 |          | Doetinchem Publik: 3 188 Domare: Pernilla Larsson (Sverige) | Doetinchem Publik: 3 188 Domare: Pernilla Larsson (Sverige) |
| 18:00 UTC+2 | 18:00 UTC+2  |                                         |                 |          | Doetinchem Publik: 3 188 Domare: Pernilla Larsson (Sverige) | Doetinchem Publik: 3 188 Domare: Pernilla Larsson (Sverige) |

| 8           | 19 juli 2017 | England                                                                       | 6 – 0           | Skottland | Stadion Galgenwaard                                    |                                                        |
| 20:45 UTC+2 | 20:45 UTC+2  | Jodie Taylor 11′, 27′, 53′ Ellen White 32′ Jordan Nobbs 87′ Toni Duggan 90+4′ | (3 – 0) Rapport |           | Utrecht Publik: 5 578 Domare: Esther Staubli (Schweiz) | Utrecht Publik: 5 578 Domare: Esther Staubli (Schweiz) |
| 20:45 UTC+2 | 20:45 UTC+2  |                                                                               |                 |           | Utrecht Publik: 5 578 Domare: Esther Staubli (Schweiz) | Utrecht Publik: 5 578 Domare: Esther Staubli (Schweiz) |
| 20:45 UTC+2 | 20:45 UTC+2  |                                                                               |                 |           | Utrecht Publik: 5 578 Domare: Esther Staubli (Schweiz) | Utrecht Publik: 5 578 Domare: Esther Staubli (Schweiz) |

| 15          | 23 juli 2017 | Skottland         | 1 – 2           | Portugal                          | Sparta Stadion Het Kasteel                               |                                                          |
| 18:00 UTC+2 | 18:00 UTC+2  | Erin Cuthbert 68′ | (0 – 1) Rapport | 27′ Carolina Mendes 72′ Ana Leite | Rotterdam Publik: 3 123 Domare: Katalin Kulcsár (Ungern) | Rotterdam Publik: 3 123 Domare: Katalin Kulcsár (Ungern) |
| 18:00 UTC+2 | 18:00 UTC+2  |                   |                 |                                   | Rotterdam Publik: 3 123 Domare: Katalin Kulcsár (Ungern) | Rotterdam Publik: 3 123 Domare: Katalin Kulcsár (Ungern) |
| 18:00 UTC+2 | 18:00 UTC+2  |                   |                 |                                   | Rotterdam Publik: 3 123 Domare: Katalin Kulcsár (Ungern) | Rotterdam Publik: 3 123 Domare: Katalin Kulcsár (Ungern) |

| 16          | 23 juli 2017 | England                        | 2 – 0           | Spanien | Rat Verlegh Stadion                                   |                                                       |
| 20:45 UTC+2 | 20:45 UTC+2  | Fran Kirby 2′ Jodie Taylor 85′ | (1 – 0) Rapport |         | Breda Publik: 4 879 Domare: Carina Vitulano (Italien) | Breda Publik: 4 879 Domare: Carina Vitulano (Italien) |
| 20:45 UTC+2 | 20:45 UTC+2  |                                |                 |         | Breda Publik: 4 879 Domare: Carina Vitulano (Italien) | Breda Publik: 4 879 Domare: Carina Vitulano (Italien) |
| 20:45 UTC+2 | 20:45 UTC+2  |                                |                 |         | Breda Publik: 4 879 Domare: Carina Vitulano (Italien) | Breda Publik: 4 879 Domare: Carina Vitulano (Italien) |

| 23          | 27 juli 2017 | Portugal            | 1 – 2           | England                          | Koning Willem II Stadion                                |                                                         |
| 20:45 UTC+2 | 20:45 UTC+2  | Carolina Mendes 17′ | (1 – 1) Rapport | 7′ Toni Duggan 48′ Nikita Parris | Tilburg Publik: 3 335 Domare: Kateryna Monzul (Ukraina) | Tilburg Publik: 3 335 Domare: Kateryna Monzul (Ukraina) |
| 20:45 UTC+2 | 20:45 UTC+2  |                     |                 |                                  | Tilburg Publik: 3 335 Domare: Kateryna Monzul (Ukraina) | Tilburg Publik: 3 335 Domare: Kateryna Monzul (Ukraina) |
| 20:45 UTC+2 | 20:45 UTC+2  |                     |                 |                                  | Tilburg Publik: 3 335 Domare: Kateryna Monzul (Ukraina) | Tilburg Publik: 3 335 Domare: Kateryna Monzul (Ukraina) |

| 24          | 27 juli 2017 | Skottland         | 1 – 0           | Spanien | De Adelaarshorst                                        |                                                         |
| 20:45 UTC+2 | 20:45 UTC+2  | Caroline Weir 42′ | (1 – 0) Rapport |         | Deventer Publik: 4 840 Domare: Jana Adámková (Tjeckien) | Deventer Publik: 4 840 Domare: Jana Adámková (Tjeckien) |
| 20:45 UTC+2 | 20:45 UTC+2  |                   |                 |         | Deventer Publik: 4 840 Domare: Jana Adámková (Tjeckien) | Deventer Publik: 4 840 Domare: Jana Adámková (Tjeckien) |
| 20:45 UTC+2 | 20:45 UTC+2  |                   |                 |         | Deventer Publik: 4 840 Domare: Jana Adámková (Tjeckien) | Deventer Publik: 4 840 Domare: Jana Adámková (Tjeckien) |

## Slutspel

### Slutspelsträd
|  | Kvartsfinaler    | Kvartsfinaler |                |       | Semifinaler | Semifinaler |  |  | Final | Final |
|  |                  |               |                |       |             |             |  |  |       |       |
|  |                  |               |                |       |             |             |  |  |       |       |
|  |                  |               |                |       |             |             |  |  |       |       |
|  | Nederländerna    | 2             |                |       |             |             |  |  |       |       |
|  | Nederländerna    | 2             |                |       |             |             |  |  |       |       |
|  | Sverige          | 0             |                |       |             |             |  |  |       |       |
|  | Sverige          | 0             | Nederländerna  | 3     |             |             |  |  |       |       |
|  |                  |               | Nederländerna  | 3     |             |             |  |  |       |       |
|  |                  | England       | 0              |       |             |             |  |  |       |       |
|  | England          | England       | 0              | 1     |             |             |  |  |       |       |
|  | England          |               |                | 1     |             |             |  |  |       |       |
|  | Frankrike        | 0             |                |       |             |             |  |  |       |       |
|  | Frankrike        | 0             | Nederländerna  | 4     |             |             |  |  |       |       |
|  |                  |               | Nederländerna  | 4     |             |             |  |  |       |       |
|  |                  | Danmark       | 2              |       |             |             |  |  |       |       |
|  | Tyskland         | Danmark       | 2              | 1     |             |             |  |  |       |       |
|  | Tyskland         |               |                | 1     |             |             |  |  |       |       |
|  | Danmark          | 2             |                |       |             |             |  |  |       |       |
|  | Danmark          | 2             | Danmark (str.) | 0 (3) |             |             |  |  |       |       |
|  |                  |               | Danmark (str.) | 0 (3) |             |             |  |  |       |       |
|  |                  | Österrike     | 0 (0)          |       |             |             |  |  |       |       |
|  | Österrike (str.) | Österrike     | 0 (0)          | 0 (5) |             |             |  |  |       |       |
|  | Österrike (str.) |               |                | 0 (5) |             |             |  |  |       |       |
|  | Spanien          | 0 (3)         |                |       |             |             |  |  |       |       |
|  | Spanien          | 0 (3)         |                |       |             |             |  |  |       |       |

### Kvartsfinaler
| 25          | 29 juli 2017 | Nederländerna                          | 2 – 0           | Sverige | De Vijverberg                                                  |                                                                |
| 18:00 UTC+2 | 18:00 UTC+2  | Lieke Martens 33′ Vivianne Miedema 64′ | (1 – 0) Rapport |         | Doetinchem Publik: 11 106 Domare: Bibiana Steinhaus (Tyskland) | Doetinchem Publik: 11 106 Domare: Bibiana Steinhaus (Tyskland) |
| 18:00 UTC+2 | 18:00 UTC+2  |                                        |                 |         | Doetinchem Publik: 11 106 Domare: Bibiana Steinhaus (Tyskland) | Doetinchem Publik: 11 106 Domare: Bibiana Steinhaus (Tyskland) |
| 18:00 UTC+2 | 18:00 UTC+2  |                                        |                 |         | Doetinchem Publik: 11 106 Domare: Bibiana Steinhaus (Tyskland) | Doetinchem Publik: 11 106 Domare: Bibiana Steinhaus (Tyskland) |

| 26          | 30 juli 2017 | Tyskland              | 1 – 2           | Danmark                             | Sparta Stadion Het Kasteel                               |                                                          |
| 12:00 UTC+2 | 12:00 UTC+2  | Isabel Kerschowski 3′ | (1 – 0) Rapport | 48′ Nadia Nadim 83′ Theresa Nielsen | Rotterdam Publik: 5 251 Domare: Katalin Kulcsár (Ungern) | Rotterdam Publik: 5 251 Domare: Katalin Kulcsár (Ungern) |
| 12:00 UTC+2 | 12:00 UTC+2  |                       |                 |                                     | Rotterdam Publik: 5 251 Domare: Katalin Kulcsár (Ungern) | Rotterdam Publik: 5 251 Domare: Katalin Kulcsár (Ungern) |
| 12:00 UTC+2 | 12:00 UTC+2  |                       |                 |                                     | Rotterdam Publik: 5 251 Domare: Katalin Kulcsár (Ungern) | Rotterdam Publik: 5 251 Domare: Katalin Kulcsár (Ungern) |

| 27          | 30 juli 2017 | Österrike                                                                     | 0000 0 – 0 (e.fl.)         | Spanien                                                     | Koning Willem II Stadion                                     |                                                              |
| 18:00 UTC+2 | 18:00 UTC+2  |                                                                               | Rapport                    |                                                             | Tilburg Publik: 3 488 Domare: Stéphanie Frappart (Frankrike) | Tilburg Publik: 3 488 Domare: Stéphanie Frappart (Frankrike) |
| 18:00 UTC+2 | 18:00 UTC+2  |                                                                               |                            |                                                             | Tilburg Publik: 3 488 Domare: Stéphanie Frappart (Frankrike) | Tilburg Publik: 3 488 Domare: Stéphanie Frappart (Frankrike) |
| 18:00 UTC+2 | 18:00 UTC+2  | Laura Feiersinger Nina Burger Verena Aschauer Viktoria Pinther Sarah Puntigam | Straffsparksläggning 5 – 3 | Olga García Amanda Sampedro Silvia Meseguer Marta Corredera | Tilburg Publik: 3 488 Domare: Stéphanie Frappart (Frankrike) | Tilburg Publik: 3 488 Domare: Stéphanie Frappart (Frankrike) |

| 28          | 30 juli 2017 | England          | 1 – 0           | Frankrike | De Adelaarshorst                                        |                                                         |
| 20:45 UTC+2 | 20:45 UTC+2  | Jodie Taylor 60′ | (0 – 0) Rapport |           | Deventer Publik: 6 283 Domare: Esther Staubli (Schweiz) | Deventer Publik: 6 283 Domare: Esther Staubli (Schweiz) |
| 20:45 UTC+2 | 20:45 UTC+2  |                  |                 |           | Deventer Publik: 6 283 Domare: Esther Staubli (Schweiz) | Deventer Publik: 6 283 Domare: Esther Staubli (Schweiz) |
| 20:45 UTC+2 | 20:45 UTC+2  |                  |                 |           | Deventer Publik: 6 283 Domare: Esther Staubli (Schweiz) | Deventer Publik: 6 283 Domare: Esther Staubli (Schweiz) |

### Semifinaler
| 29          | 3 augusti 2017 | Danmark                                                               | 0000 0 – 0 (e.fl.)         | Österrike                                          | Rat Verlegh Stadion                                    |                                                        |
| 18:00 UTC+2 | 18:00 UTC+2    |                                                                       | Rapport                    |                                                    | Breda Publik: 11 312 Domare: Kateryna Monzul (Ukraina) | Breda Publik: 11 312 Domare: Kateryna Monzul (Ukraina) |
| 18:00 UTC+2 | 18:00 UTC+2    |                                                                       |                            |                                                    | Breda Publik: 11 312 Domare: Kateryna Monzul (Ukraina) | Breda Publik: 11 312 Domare: Kateryna Monzul (Ukraina) |
| 18:00 UTC+2 | 18:00 UTC+2    | Nadia Nadim Pernille Harder Sofie Junge Pedersen Simone Boye Sørensen | Straffsparksläggning 3 – 0 | Laura Feiersinger Viktoria Pinther Verena Aschauer | Breda Publik: 11 312 Domare: Kateryna Monzul (Ukraina) | Breda Publik: 11 312 Domare: Kateryna Monzul (Ukraina) |

| 30          | 3 augusti 2017 | Nederländerna                                                            | 3 – 0           | England | De Grolsch Veste                                               |                                                                |
| 20:45 UTC+2 | 20:45 UTC+2    | Vivianne Miedema 22′ Daniëlle van de Donk 62′ Millie Bright 90+3′ (sjm.) | (1 – 0) Rapport |         | Enschede Publik: 27 093 Domare: Stéphanie Frappart (Frankrike) | Enschede Publik: 27 093 Domare: Stéphanie Frappart (Frankrike) |
| 20:45 UTC+2 | 20:45 UTC+2    |                                                                          |                 |         | Enschede Publik: 27 093 Domare: Stéphanie Frappart (Frankrike) | Enschede Publik: 27 093 Domare: Stéphanie Frappart (Frankrike) |
| 20:45 UTC+2 | 20:45 UTC+2    |                                                                          |                 |         | Enschede Publik: 27 093 Domare: Stéphanie Frappart (Frankrike) | Enschede Publik: 27 093 Domare: Stéphanie Frappart (Frankrike) |

### Final
| 31          | 6 augusti 2017 | Nederländerna                                                  | 4 – 2           | Danmark                                   | De Grolsch Veste                                              |                                                               |
| 16:00 UTC+2 | 16:00 UTC+2    | Vivianne Miedema 10′, 89′ Lieke Martens 28′ Sherida Spitse 51′ | (2 – 2) Rapport | 6′ (str.) Nadia Nadim 33′ Pernille Harder | Enschede Publik: 28 185 Domare: Cristina Dorcioman (Rumänien) | Enschede Publik: 28 185 Domare: Cristina Dorcioman (Rumänien) |
| 16:00 UTC+2 | 16:00 UTC+2    |                                                                |                 |                                           | Enschede Publik: 28 185 Domare: Cristina Dorcioman (Rumänien) | Enschede Publik: 28 185 Domare: Cristina Dorcioman (Rumänien) |
| 16:00 UTC+2 | 16:00 UTC+2    |                                                                |                 |                                           | Enschede Publik: 28 185 Domare: Cristina Dorcioman (Rumänien) | Enschede Publik: 28 185 Domare: Cristina Dorcioman (Rumänien) |

## Statistik

### Målskyttar
5 mål
- Jodie Taylor

4 mål
- Vivianne Miedema

3 mål
- Lieke Martens
- Sherida Spitse

2 mål
- Nina Burger
- Nadia Nadim
- Toni Duggan
- Babett Peter
- Ilaria Mauro
- Daniela Sabatino
- Carolina Mendes
- Stina Blackstenius
- Lotta Schelin

1 mål
- Stefanie Enzinger
- Lisa Makas
- Sarah Zadrazil
- Janice Cayman
- Elke Van Gorp
- Tessa Wullaert
- Pernille Harder
- Theresa Nielsen
- Sanne Troelsgaard Nielsen
- Katrine Veje
- Fran Kirby
- Jordan Nobbs
- Nikita Parris
- Ellen White
- Camille Abily
- Amandine Henry
- Eugénie Le Sommer
- Josephine Henning
- Isabel Kerschowski
- Dzsenifer Marozsán
- Fanndís Friðriksdóttir
- Cristiana Girelli
- Daniëlle van de Donk
- Shanice van de Sanden
- Ana Leite
- Elena Danilova
- Elena Morozova
- Erin Cuthbert
- Caroline Weir
- Vicky Losada
- Amanda Sampedro
- Ramona Bachmann
- Ana-Maria Crnogorčević
- Lara Dickenmann

Självmål
- Millie Bright (mot Nederländerna)